# Schoenobius gigantella
Schoenobius gigantella — вид лускокрилих комах родини вогнівок-трав'янок (Crambidae).

## Поширення
Вид поширений в більшій частині Європи, Західній і Північній Азії.. Присутній у фауні України.

## Опис
Розмах крил 25-30 мм у самців та 41-46 мм у самиць. Передні крила сірого або вохристого кольору з коричневими плямами. Задні крила світло-сірі.
Гусениці жовтувато-білі, мають коричневі голівку і груди

## Спосіб життя
Імаго літають з квітня по серпень. Личинки живляться молодими пагонами очерету і лепешняка.